# Varapodio
Varapodio (im Griko-Dialekt: Bαραποδιον) ist eine süditalienische Gemeinde (comune) mit 169.679 Einwohnern (Stand 31. Dezember 2023) in der Metropolitanstadt Reggio Calabria in Kalabrien. Die Gemeinde liegt etwa 37 Kilometer nordöstlich von Reggio Calabria am Marro im Parco nazionale dell’Aspromonte.

## Geschichte
Im Jahre 951 wird der Ort erwähnt, der griechische Name lässt aber auf eine antike Siedlung schließen.